# Nati il 27 dicembre
| Questa pagina contiene informazioni ricavate automaticamente dalle voci biografiche con l'ausilio del template Bio e di un bot. L'aggiornamento è periodico e automatico e ricostruisce completamente la pagina. Se manca una persona in questa lista, sei pregato di non aggiungerla, ma accertati piuttosto che la sua voce biografica contenga il template Bio e che i dati anagrafici siano correttamente compilati. Se il template Bio manca, inseriscilo tu stesso o, in alternativa, metti l'avviso {{tmp\|Bio}} che ne segnala la mancanza. Se i dati riportati sono sbagliati, correggi direttamente la voce biografica; le modifiche saranno visibili in questa lista entro pochi giorni. Per chiarimenti vedi il progetto biografie. La lista contiene solo le 1.054 persone che sono citate nell'enciclopedia e per le quali è stato implementato correttamente il template Bio. Pagina aggiornata al 17 ago 2025. |

## XIV secolo(2)
- 1350 - Giovanni I d'Aragona, re († 1396)
- 1390 - Anna Mortimer, nobile britannica († 1411)

## XV secolo(4)
- 1459 - Giovanni I Alberto di Polonia, re polacco († 1501)
- 1480 - Gian Giacomo Caprotti, pittore italiano († 1524)
- 1481 - Casimiro di Brandeburgo-Bayreuth († 1527)
- 1493 - Johann Pfeffinger, teologo tedesco († 1573)

## XVI secolo(11)
- 1551 - Innocenzo Martini, pittore italiano († 1623)
- 1552 - William Cavendish, I conte di Devonshire, nobile e politico inglese († 1626)
- 1556 - Giovanna di Lestonnac, religiosa francese († 1640)
- 1566 - Luigi Gonzaga, nobile italiano († 1580)
- 1566 - Jan Jesenius, medico, politico e filosofo slovacco († 1621)
- 1571 - Giovanni Keplero, astronomo, astrologo e matematico tedesco († 1630)
- 1571 - Jan Wiggers, giurista e teologo belga († 1639)
- 1577 - William Howard, III barone Howard di Effingham, nobile inglese († 1615)
- 1584 - Filippo Giulio di Pomerania, nobile tedesco († 1625)
- 1596 - Bohdan Chmel'nyc'kyj, militare ucraino († 1657)
- 1600 - Ōta Sukemune, militare giapponese († 1680)

## XVII secolo(11)
- 1606 - Jacopo Artaldo Castelvì, politico e militare italiano († 1671)
- 1614 - Béatrice de Cusance, duchessa francese († 1663)
- 1632 - Giovanni Pietro Pinamonti, gesuita italiano († 1703)
- 1639 - Paul Mignard, pittore e incisore francese († 1691)
- 1645 - Giovanni Antonio Viscardi, architetto svizzero († 1713)
- 1654 - Jakob Bernoulli, matematico e scienziato svizzero († 1705)
- 1656 - Tarquinio Grassi, pittore italiano († 1733)
- 1660 - Veronica Giuliani, mistica e badessa italiana († 1727)
- 1674 - John Lawson, esploratore, naturalista e scrittore britannico († 1711)
- 1682 - Jean Thierry du Mont, conte di Gages, generale francese († 1753)
- 1683 - Conyers Middleton, storico inglese († 1750)

## XVIII secolo(44)
- 1713 - Giovanni Battista Borra, architetto e disegnatore italiano († 1786)
- 1715 - Philippe de Noailles, nobile e militare francese († 1794)
- 1716 - Leonardo Ximenes, gesuita, astronomo e ingegnere italiano († 1786)
- 1719 - Giovanni Fortunato Bianchini, medico italiano († 1779)
- 1721 - Cristoforo Poggiali, bibliotecario e presbitero italiano († 1811)
- 1722 - Vinzenz von Orsini-Rosenberg, nobile e politico austriaco († 1794)
- 1723 - Carlo Ottavio di Colloredo, letterato italiano († 1786)
- 1724 - Joseph Melling, pittore francese († 1796)
- 1725 - Johann Wilhelm Beyer, scultore e pittore tedesco († 1796)
- 1727 - Arthur Murphy, scrittore irlandese († 1805)
- 1737 - Giuseppe Pignatelli, presbitero e gesuita spagnolo († 1811)
- 1743 - Marie-Madeleine Guimard, danzatrice francese († 1816)
- 1745 - Elena Nikitična Trubeckaja, nobildonna russa († 1832)
- 1747 - Richard Luke Concanen, religioso e vescovo cattolico irlandese († 1810)
- 1752 - Luis Firmin de Carvajal, generale spagnolo († 1794)
- 1752 - Johann Mederitsch, compositore austriaco († 1835)
- 1755 - Antonio Aldini, politico e avvocato italiano († 1826)
- 1755 - Antonio di Sassonia, sovrano († 1836)
- 1761 - Guglielmo Federico di Württemberg, nobile († 1830)
- 1765 - Elizabeth Billington, soprano britannico († 1818)
- 1769 - Federico di Anhalt-Dessau, principe tedesco († 1814)
- 1772 - Jean-Joseph Allemand, presbitero francese († 1836)
- 1772 - Benjamin Williams Crowninshield, politico statunitense († 1851)
- 1773 - George Cayley, ingegnere britannico († 1857)
- 1774 - Johann Philipp Neumann, fisico, bibliotecario e poeta austriaco († 1849)
- 1775 - Pëtr Andreevič Kikin, militare, filantropo e nobile russo († 1834)
- 1775 - Aleksandr Nikolaevič Saltykov, nobile e politico russo († 1837)
- 1776 - Nikolaj Michajlovič Kamenskij, generale russo († 1811)
- 1780 - Jean-Nicolas Huyot, architetto francese († 1840)
- 1782 - Bartolomeo Malacarne, architetto e urbanista italiano († 1842)
- 1788 - Marie Hassenpflug, scrittrice tedesca († 1856)
- 1789 - Juan de Jesús Ayala y García, presbitero e politico dominicano († 1879)
- 1789 - Giovan Francesco Pugliese, economista, storico e giurista italiano († 1855)
- 1791 - Jean-Joseph Dassy, pittore francese († 1865)
- 1792 - Pietro Zorutti, poeta italiano († 1867)
- 1793 - Giovanni Semmola, medico e farmacologo italiano († 1865)
- 1793 - George Spencer-Churchill, VI duca di Marlborough, nobile e politico britannico († 1857)
- 1794 - Christian Albrecht Bluhme, politico danese († 1866)
- 1797 - Gaspard Deguerry, presbitero e predicatore francese († 1871)
- 1797 - Domitila de Castro, nobildonna brasiliana († 1867)
- 1797 - Mirza Ghalib, poeta indiano († 1869)
- 1797 - Manuela Sáenz, patriota ecuadoriana († 1856)
- 1799 - Carl Friedrich Flemming, psichiatra tedesco († 1880)
- 1800 - John Goss, organista e compositore inglese († 1880)

## XIX secolo(169)
- 1802 - Ėsper Aleksandrovič Belosel'skij-Belozerskij, generale russo († 1846)
- 1802 - Thomas Fearnley, pittore norvegese († 1842)
- 1802 - Johanna von Isser Großrubatscher, disegnatrice austriaca († 1880)
- 1803 - Madame Gelot-Sandoz, fotografa francese († 1846)
- 1804 - Francesco Maria da Camporosso, religioso italiano († 1866)
- 1813 - Vasilij Matveevič Babkin, navigatore e cartografo russo († 1876)
- 1814 - James Henry Carleton, generale statunitense († 1873)
- 1814 - Jules Simon, politico francese († 1896)
- 1816 - Pëtr Vladimirovič Dolgorukov, storico, genealogista e giornalista russo († 1868)
- 1817 - Federico Alizeri, storico e critico letterario italiano († 1882)
- 1817 - Nicolas Glasson, politico e giudice svizzero († 1864)
- 1818 - Gaetano De Pasquali, politico, poeta e giornalista italiano († 1902)
- 1819 - Hugh Cairns, I conte Cairns, politico e nobile britannico († 1885)
- 1821 - Joseph Déjacque, scrittore francese († 1865)
- 1821 - Jane Francesca Elgee, poetessa e scrittrice irlandese († 1896)
- 1822 - Louis Pasteur, chimico e microbiologo francese († 1895)
- 1822 - Michele Rapisardi, pittore italiano († 1886)
- 1822 - Heinrich von Bamberger, patologo tedesco († 1888)
- 1823 - Mackenzie Bowell, politico canadese († 1917)
- 1824 - Céleste Mogador, ballerina e scrittrice francese († 1909)
- 1826 - Bonaventura Gerardi, politico italiano († 1898)
- 1827 - Ludwig Meyer, psichiatra tedesco († 1900)
- 1831 - Lucius Fairchild, politico, generale e diplomatico statunitense († 1896)
- 1831 - Giovanni Mestica, filologo e politico italiano († 1903)
- 1832 - Ignazio Lampiasi, patriota, medico e politico italiano († 1906)
- 1832 - Pavel Michajlovič Tret'jakov, collezionista d'arte, imprenditore e gallerista russo († 1898)
- 1833 - Federico Delpino, botanico italiano († 1905)
- 1834 - Stepan Stepanovič Leonov, generale russo († 1899)
- 1835 - Francesco Gerloni, militare, scrittore e allevatore italiano († 1918)
- 1835 - John Kemys Spencer-Churchill, militare e politico britannico († 1913)
- 1836 - Beniamino Cavicchioni, cardinale e arcivescovo cattolico italiano († 1911)
- 1836 - Walery Wroblewski, militare bielorusso († 1908)
- 1837 - Luciano Banchi, politico e archivista italiano († 1887)
- 1837 - Giulio Carminati di Brambilla, militare e nobile italiano († 1919)
- 1837 - Giovanni Falleroni, politico e patriota italiano († 1890)
- 1837 - Francesco Orsini Baroni, imprenditore e politico italiano († 1919)
- 1838 - Eugen von Albori, generale austriaco († 1915)
- 1838 - Lucio Mazzuoli, ingegnere e geologo italiano († 1923)
- 1839 - Casimiro Gennari, cardinale italiano († 1914)
- 1840 - Francesco Petronio, medico e politico italiano († 1895)
- 1841 - Philipp Spitta, musicologo e insegnante tedesco († 1894)
- 1842 - Augusta Eugenia di Urach, nobile tedesca († 1916)
- 1843 - Charles Gérardin, politico francese († 1921)
- 1845 - Raffaele Faccioli, pittore italiano († 1916)
- 1845 - Charles Gordon-Lennox, VII duca di Richmond, nobile e politico britannico († 1928)
- 1846 - David Marston Clough, politico statunitense († 1924)
- 1846 - Louis-Pierre Ducros, critico letterario francese († 1935)
- 1846 - Wilhelm Michler, chimico tedesco († 1889)
- 1847 - Donato Maria Dell'Olio, cardinale e arcivescovo cattolico italiano († 1902)
- 1847 - Henry Fitzalan-Howard, XV duca di Norfolk, nobile e politico inglese († 1917)
- 1848 - Dmitrij Aleksandrovič Klemenc, rivoluzionario, etnografo e archeologo russo († 1914)
- 1848 - Giovanni Battista Pirelli, imprenditore, ingegnere e politico italiano († 1932)
- 1849 - Alice di Borbone-Parma, nobile († 1935)
- 1849 - Riccardo Brayda, architetto e ingegnere italiano († 1911)
- 1849 - José Manuel Pando, politico e generale boliviano († 1917)
- 1851 - Charles Girault, architetto francese († 1932)
- 1851 - Max Judd, scacchista statunitense († 1906)
- 1852 - João dà Câmara, drammaturgo portoghese († 1908)
- 1856 - Henri Berthelier, violinista e docente francese († 1918)
- 1856 - André Gedalge, compositore e insegnante francese († 1926)
- 1856 - Naftali Herz Imber, poeta ucraino († 1909)
- 1856 - Guglielmo Mengarini, ingegnere e politico italiano († 1927)
- 1857 - Charles Jonnart, politico francese († 1927)
- 1858 - Juan Luis Sanfuentes, politico cileno († 1930)
- 1859 - Vicente March, pittore spagnolo († 1927)
- 1860 - Karel Kramář, politico cecoslovacco († 1937)
- 1860 - Ercole Vaser, attore italiano († 1918)
- 1861 - Herbert Heath, ammiraglio britannico († 1954)
- 1861 - Auguste Vaillant, anarchico francese († 1894)
- 1864 - Peyton C. March, generale statunitense († 1955)
- 1865 - Francesco Cherubini, diplomatico e arcivescovo cattolico italiano († 1934)
- 1865 - Aleksandr Aleksandrovič Volkov, regista cinematografico russo († 1942)
- 1866 - Paul Stupar, ammiraglio austro-ungarico († 1928)
- 1867 - Henri Christiné, compositore francese († 1941)
- 1867 - Léon Delacroix, politico belga († 1929)
- 1868 - Ferdinando Carlo Ludovico d'Asburgo-Lorena, nobile austriaco († 1915)
- 1868 - Diego Giannini, cantante italiano († 1936)
- 1868 - Bill Quash, calciatore e crickettista inglese († 1938)
- 1869 - Emanuele Ciaceri, storico italiano († 1944)
- 1869 - Lugné-Poe, attore teatrale, regista teatrale e impresario teatrale francese († 1940)
- 1870 - Alain Guynot de Boismenu, missionario e arcivescovo cattolico francese († 1953)
- 1870 - Georg Hax, pallanuotista e ginnasta tedesco († 1952)
- 1870 - Walther Köhler, storico tedesco († 1946)
- 1873 - Franca Florio, nobildonna e socialite italiana († 1950)
- 1874 - Max Ettinger, compositore tedesco († 1951)
- 1875 - Karl Malmström, tuffatore svedese († 1938)
- 1875 - Sisowath Monivong, re cambogiano († 1941)
- 1875 - George Stapf, ginnasta e multiplista statunitense († 1957)
- 1876 - Giuseppe Petrelli, missionario italiano († 1957)
- 1877 - Bodil Rosing, attrice danese († 1941)
- 1877 - Dino Provenzal, scrittore italiano († 1972)
- 1877 - Heinz Reichert, librettista austriaco († 1940)
- 1877 - Mosè Tovini, presbitero italiano († 1930)
- 1878 - Ludovico Altieri, IX principe di Oriolo, principe italiano († 1955)
- 1878 - Alfredo Bambi, attore teatrale e drammaturgo italiano († 1957)
- 1878 - Richard Garrick, attore e regista irlandese († 1962)
- 1878 - Gino Giacomini, politico e insegnante sammarinese († 1962)
- 1878 - Gian Giacomo Ponti, ingegnere italiano († 1939)
- 1879 - Giuseppe Bevione, giornalista e politico italiano († 1976)
- 1879 - Sydney Greenstreet, attore e imprenditore britannico († 1954)
- 1879 - Robert Greig, attore australiano († 1958)
- 1879 - Wilhelm Weber, ginnasta e multiplista tedesco († 1963)
- 1880 - Theodor Litt, filosofo e pedagogo tedesco († 1962)
- 1880 - Stefan Mladenov, slavista bulgaro († 1963)
- 1881 - Maria Teresa Fasce, religiosa italiana († 1947)
- 1881 - António Granjo, politico portoghese († 1921)
- 1882 - Mina Loy, poetessa, artista e designer britannica († 1966)
- 1882 - Alexander Rueb, scacchista e diplomatico olandese († 1959)
- 1883 - Domenico Ricciconti, politico e filantropo italiano († 1943)
- 1883 - Giuseppe Sterni, attore, regista e produttore cinematografico italiano († 1952)
- 1883 - Yasuma Takada, sociologo e economista giapponese († 1972)
- 1884 - William McKie, lottatore britannico († 1956)
- 1885 - Eddie Boland, attore statunitense († 1935)
- 1885 - Giuseppe Robolotti, generale e partigiano italiano († 1944)
- 1886 - Juan Casado Obispo, vescovo cattolico e missionario spagnolo († 1941)
- 1887 - Eufrasio M. Spreafico, religioso italiano († 1957)
- 1887 - Orazio Toschi, pittore italiano († 1972)
- 1887 - Edward Andrade, fisico inglese († 1971)
- 1887 - Bernard van Dieren, compositore olandese († 1936)
- 1888 - Hazel Buckham, attrice statunitense († 1959)
- 1888 - Giulio Cavina, sindacalista e politico italiano († 1951)
- 1888 - Guy Coombs, attore e regista statunitense († 1947)
- 1888 - Clessie Cummins, imprenditore e inventore statunitense († 1968)
- 1888 - Thea von Harbou, attrice e sceneggiatrice tedesca († 1954)
- 1888 - Tito Schipa, tenore e attore italiano († 1965)
- 1889 - Ferdinando Martini, politico italiano († 1953)
- 1889 - Attilio Ravaglia, pittore e illustratore italiano
- 1889 - Volmar Wikström, lottatore finlandese († 1957)
- 1889 - Enea Zuffi, calciatore italiano († 1968)
- 1890 - James Clement Dunn, diplomatico statunitense († 1979)
- 1890 - Ethel Fleming, attrice statunitense († 1965)
- 1890 - Alessandro Gorini, politico e militare italiano († 1980)
- 1890 - Bernhard Lösener, funzionario tedesco († 1952)
- 1890 - Käte Oswald, attrice tedesca († 1985)
- 1890 - Jean Rossius, ciclista su strada belga († 1966)
- 1891 - Costantino Mortati, giurista e costituzionalista italiano († 1985)
- 1891 - Aleksander Ładoś, diplomatico e politico polacco († 1963)
- 1892 - Carlo Curto, saggista, storico della letteratura e insegnante italiano († 1972)
- 1892 - Albert S. D'Agostino, scenografo statunitense († 1970)
- 1892 - Elvira de Hidalgo, soprano spagnola († 1980)
- 1892 - Hans Jordan, generale tedesco († 1975)
- 1892 - Dan Koloff, wrestler, artista marziale misto e lottatore bulgaro († 1940)
- 1892 - Felix Labunski, compositore, pianista e docente statunitense († 1979)
- 1892 - Frantz Magnussen, calciatore norvegese († 1963)
- 1892 - Michail Dmitrievič Velikanov, militare sovietico († 1938)
- 1893 - Primo Gibelli, militare italiano († 1936)
- 1894 - Mario Carloni, generale italiano († 1962)
- 1894 - Paul Costello, canottiere statunitense († 1986)
- 1894 - Leopoldo Eleuteri, militare e aviatore italiano († 1926)
- 1894 - Giuseppe Martinenghi, architetto italiano († 1970)
- 1895 - Harold Annison, nuotatore e pallanuotista britannico († 1957)
- 1895 - Siegfried Arno, attore tedesco († 1975)
- 1895 - Władysław Frączek, militare polacco († 1969)
- 1895 - Adelchi Serena, politico italiano († 1970)
- 1896 - Leonida Bertucci, calciatore e allenatore di calcio italiano († 1979)
- 1896 - Louis Bromfield, scrittore, commediografo e giornalista statunitense († 1956)
- 1896 - Maurice Dewaele, ciclista su strada, ciclocrossista e pistard belga († 1952)
- 1896 - Mór Rázsó, calciatore ungherese († 1945)
- 1896 - Carl Zuckmayer, scrittore, drammaturgo e sceneggiatore tedesco († 1977)
- 1897 - Ambrogio Casati, pittore, scultore e militare italiano († 1977)
- 1898 - Inejirō Asanuma, politico giapponese († 1960)
- 1898 - Konstantin Kvašnin, allenatore di calcio e calciatore sovietico († 1982)
- 1898 - Lorenzo Modulo, calciatore italiano († 1977)
- 1899 - Maria Ales, matematica italiana
- 1899 - Evgenij Veniaminovič Červjakov, attore e regista cinematografico russo († 1942)
- 1900 - Karl Haas, musicista, musicologo e direttore d'orchestra tedesco († 1970)
- 1900 - Teresa Sensi, scrittrice e giornalista italiana († 1993)
- 1900 - Hans Stuck, pilota automobilistico tedesco († 1978)
- 1900 - Juan de Orduña, attore e regista cinematografico spagnolo († 1974)

## XX secolo(798)
- 1901 - Marlene Dietrich, attrice e cantante tedesca († 1992)
- 1901 - Irene Handl, attrice e scrittrice britannica († 1987)
- 1901 - Stanley William Hayter, artista britannico († 1988)
- 1901 - Harald Kaarman, calciatore estone († 1942)
- 1901 - Maria Alice di Sassonia, principessa († 1990)
- 1902 - Francesco Agello, militare e aviatore italiano († 1942)
- 1902 - Sam Coslow, paroliere, compositore e editore statunitense († 1982)
- 1902 - Albert Jordens, ciclista su strada belga († 1947)
- 1902 - Carman Maxwell, animatore e doppiatore statunitense († 1987)
- 1902 - Gennaro Sarcone, politico e antifascista italiano († 1960)
- 1902 - Ferenc Szabó, compositore ungherese († 1969)
- 1903 - Oreste Gris, partigiano italiano († 1971)
- 1903 - Caecilia Loots, insegnante e partigiana olandese († 1988)
- 1903 - William Aloysius O'Connor, vescovo cattolico statunitense († 1983)
- 1903 - Bogdan Suchodolski, pedagogista e filosofo polacco († 1992)
- 1903 - Hermann Volk, cardinale e vescovo cattolico tedesco († 1988)
- 1904 - Laco Novomeský, poeta, saggista e giornalista slovacco († 1976)
- 1904 - Mojżesz Presburger, matematico, logico e filosofo polacco
- 1905 - Cliff Arquette, attore, comico e personaggio televisivo statunitense († 1974)
- 1905 - Antonio Brivio, pilota automobilistico e bobbista italiano († 1995)
- 1905 - Ugo Fasolo, poeta italiano († 1980)
- 1905 - Generoso Jodice, politico italiano († 1973)
- 1906 - Giuseppe Carmignato, allenatore di calcio e calciatore italiano († 1992)
- 1906 - Andreas Feininger, fotografo e saggista statunitense († 1999)
- 1906 - Erwin Geschonneck, attore tedesco († 2008)
- 1906 - Oscar Levant, compositore, pianista e attore statunitense († 1972)
- 1906 - Annemie Wolff, fotografa olandese († 1994)
- 1907 - Fernando Bassoli, politico italiano († 1988)
- 1907 - Quirino De Giorgio, architetto italiano († 1997)
- 1907 - Sebastian Haffner, scrittore, giornalista e storico tedesco († 1999)
- 1907 - Johann Trollmann, pugile tedesco († 1944)
- 1907 - Willem van Otterloo, direttore d'orchestra e compositore olandese († 1978)
- 1908 - Karl Berg, arcivescovo cattolico austriaco († 1997)
- 1908 - Steve Halaiko, pugile statunitense († 2001)
- 1909 - Evgenij Nikolaevič Andrikanis, regista sovietico († 1993)
- 1909 - Giacomo Scalet, fondista italiano († 1990)
- 1909 - Karl Steinbach, pallanuotista austriaco († 1983)
- 1910 - Ian Donald, medico scozzese († 1987)
- 1910 - Henryk Jabłoński, storico e politico polacco († 2003)
- 1910 - Walter Kolm-Veltée, regista austriaco († 1999)
- 1910 - Josef Mayr-Nusser, italiano († 1945)
- 1910 - Charles Olson, poeta statunitense († 1970)
- 1911 - Erwin Blasl, pallanuotista austriaco († 1998)
- 1911 - Aldo Cucchi, partigiano e politico italiano († 1983)
- 1911 - Josef Fath, calciatore tedesco († 1985)
- 1911 - Guy Rolfe, attore britannico († 2003)
- 1911 - Anna Russell, attrice, cantante e comica inglese († 2006)
- 1911 - Endre Szervánszky, compositore ungherese († 1977)
- 1912 - Fedele D'Amico, musicologo, critico musicale e critico teatrale italiano († 1990)
- 1912 - Lipót Kállai, calciatore ungherese († 1989)
- 1912 - Conroy Maddox, pittore e scrittore inglese († 2005)
- 1912 - Ambrogio Magnaghi, pittore e architetto italiano († 2001)
- 1912 - Ugo Piazzi, politico e sindacalista italiano († 1995)
- 1913 - Karl Dröse, hockeista su prato tedesco († 1996)
- 1913 - Kingsley Kennerley, giocatore di snooker inglese († 1982)
- 1913 - Ignace Kowalczyk, calciatore tedesco († 1996)
- 1913 - Kuno von Meyer, militare tedesco († 2010)
- 1914 - Giuseppe Berto, scrittore, drammaturgo e sceneggiatore italiano († 1978)
- 1914 - Dorris Bowdon, attrice statunitense († 2005)
- 1914 - Jack Bradbury, fumettista statunitense († 2004)
- 1914 - Bruno Camolese, calciatore italiano († 2010)
- 1914 - Gino Galuppini, ammiraglio e storico italiano († 2010)
- 1914 - Antonio Gemo, calciatore e allenatore di calcio italiano
- 1914 - Nicola Rinaldi, politico italiano († 2016)
- 1914 - Rinaldo Santini, politico italiano († 2013)
- 1915 - John Cornford, poeta britannico († 1936)
- 1915 - Kirill Pavlovič Florenskij, geologo e astronomo sovietico († 1982)
- 1915 - Gyula Zsengellér, calciatore e allenatore di calcio ungherese († 1999)
- 1915 - Mary Kornman, attrice cinematografica statunitense († 1973)
- 1915 - Giuseppe Lavaggi, giurista italiano († 2015)
- 1915 - William Howell Masters, ginecologo e sessuologo statunitense († 2001)
- 1915 - Vladas Zajančkauskas, militare lituano († 2013)
- 1916 - Werner Baumbach, militare e aviatore tedesco († 1953)
- 1916 - William Garnett, fotografo statunitense († 2006)
- 1916 - Alfred M. Moen, inventore e imprenditore statunitense († 2001)
- 1917 - Barbro Kollberg, attrice svedese († 2014)
- 1917 - Camille Libar, allenatore di calcio e calciatore lussemburghese († 1991)
- 1917 - Frank Monaco, fotografo statunitense († 2007)
- 1917 - Artur Quaresma, allenatore di calcio e calciatore portoghese († 2011)
- 1918 - Arnaldo Cadei, calciatore italiano († 1995)
- 1918 - Vitalij Vasil'evič Fedorčuk, politico, generale e poliziotto sovietico († 2008)
- 1918 - Mario Pedini, politico italiano († 2003)
- 1919 - Natale Biddau, calciatore italiano
- 1919 - Renzo Poluzzi, allenatore di pallacanestro e dirigente sportivo italiano († 1983)
- 1919 - Charles W. Sweeney, generale e aviatore statunitense († 2004)
- 1920 - Stan Mauldin, giocatore di football americano statunitense († 1948)
- 1920 - Guglielmo Moretti, giornalista e conduttore radiofonico italiano († 2017)
- 1920 - Fernand Nault, ballerino e coreografo canadese († 2006)
- 1920 - Luigi Tornaghi, calciatore italiano
- 1920 - Robert Whittaker, biologo statunitense († 1980)
- 1921 - Benedetto Ghiglia, compositore, direttore d'orchestra e pianista italiano († 2012)
- 1921 - Sergej Nikolaevič Kolosov, regista sovietico († 2012)
- 1921 - Shinpō Matayoshi, artista marziale giapponese († 1997)
- 1921 - Easy Parham, cestista statunitense († 1982)
- 1922 - Miller Anderson, tuffatore e militare statunitense († 1965)
- 1922 - Giuseppe Castoldi, politico italiano († 1990)
- 1922 - Pietro Cavezzale, militare italiano († 1943)
- 1922 - Carlo Alberto Chiesa, regista, montatore e sceneggiatore italiano († 1960)
- 1922 - Dike Eddleman, cestista e altista statunitense († 2001)
- 1922 - Juan José Gerardi Conedera, vescovo cattolico guatemalteco († 1998)
- 1922 - Bob Hubbard, cestista statunitense († 2011)
- 1922 - Ferdinando Tacconi, fumettista italiano († 2006)
- 1923 - Giancarlo Gallarini, hockeista su pista e allenatore di hockey su pista italiano († 2019)
- 1923 - László Novakovszky, cestista ungherese († 2008)
- 1923 - Chuck Pandolph, bobbista statunitense († 1973)
- 1923 - Pietro Serrentino, politico italiano († 1993)
- 1923 - Paolo Zannella, poeta italiano († 1999)
- 1924 - Ofélia Anunciato, cuoca, conduttrice televisiva e scrittrice brasiliana († 1998)
- 1924 - Jean Bartik, programmatrice statunitense († 2011)
- 1924 - Giovannino Fiori, politico italiano († 2019)
- 1924 - Bill Henry, cestista statunitense († 1985)
- 1924 - Vito Maurogiovanni, giornalista, scrittore e sceneggiatore italiano († 2009)
- 1925 - Moshe Arens, ingegnere, diplomatico e politico israeliano († 2019)
- 1925 - Martha Boto, pittrice argentina († 2004)
- 1925 - Werner Johannowsky, archeologo italiano († 2010)
- 1925 - Václav Machek, pistard cecoslovacco († 2017)
- 1925 - Michel Piccoli, attore, regista e sceneggiatore francese († 2020)
- 1925 - Crescenzio Rinaldini, vescovo cattolico italiano († 2011)
- 1925 - Heinz Ulzheimer, mezzofondista e velocista tedesco († 2016)
- 1926 - Rodrigo Carazo Odio, politico costaricano († 2009)
- 1926 - Jerome Courtland, attore, regista e produttore televisivo statunitense († 2012)
- 1927 - Bill Crow, contrabbassista statunitense
- 1927 - Carlo Di Re, politico italiano († 2008)
- 1927 - Abraham Eidlin, cestista uruguaiano († 2020)
- 1927 - Mariano Gabriele, storico italiano († 2022)
- 1927 - Franz Hölbl, sollevatore austriaco († 1976)
- 1927 - Anton Løkkeberg, calciatore norvegese († 1985)
- 1927 - Abdel Aal Rashid, ex lottatore egiziano
- 1927 - Giovanni Vento, regista, sceneggiatore e critico cinematografico italiano († 1979)
- 1928 - Shulamit Aloni, politica israeliana († 2014)
- 1928 - Richard Freed, critico musicale e giornalista statunitense († 2022)
- 1928 - Walter Ocampo, nuotatore messicano († 2007)
- 1929 - Giovanni Romano Bacchin, filosofo italiano († 1995)
- 1929 - Alfredo Bianchi, politico e sindacalista italiano († 1993)
- 1929 - Piero Pieralli, politico e giornalista italiano († 2007)
- 1929 - Tommy Rall, attore e ballerino statunitense († 2020)
- 1929 - Valerio Riva, giornalista italiano († 2004)
- 1930 - Rodolfo Beltrandi, ex calciatore italiano
- 1930 - Lamara Chkonia, cantante lirica e soprano georgiana († 2024)
- 1930 - Wolfgang Plath, musicologo tedesco († 1995)
- 1930 - Marshall Sahlins, antropologo statunitense († 2021)
- 1931 - Arnaldo Baracetti, politico italiano († 2012)
- 1931 - János Brenner, presbitero ungherese († 1957)
- 1931 - John Charles, calciatore, allenatore di calcio e cantante gallese († 2004)
- 1931 - Sergio De Carneri, politico italiano
- 1931 - Pierre Dobrievich, ballerino e direttore artistico jugoslavo († 2009)
- 1931 - Silvestro Marcucci, filosofo italiano († 2005)
- 1931 - Scotty Moore, chitarrista statunitense († 2016)
- 1931 - Lê Khả Phiêu, politico e generale vietnamita († 2020)
- 1931 - Maurizio Puddu, funzionario, politico e attivista italiano († 2007)
- 1932 - Milan Vasojević, allenatore di pallacanestro jugoslavo († 1996)
- 1933 - Gianni Amico, sceneggiatore, regista e critico cinematografico italiano († 1990)
- 1933 - Maria Teresa Amore, attrice italiana
- 1933 - Marino Collecchia, artista e designer italiano († 2015)
- 1933 - Mihály Mayer, pallanuotista ungherese († 2000)
- 1933 - Giuliano Piazzi, sociologo italiano († 2014)
- 1933 - José Sacía, calciatore e allenatore di calcio uruguaiano († 1996)
- 1933 - Ignacio Uribe, ex calciatore spagnolo
- 1934 - Georg Auerbacher, pilota motociclistico tedesco († 2007)
- 1934 - Aidan Chambers, scrittore e editore britannico († 2025)
- 1934 - Isaac Karabtchevsky, direttore d'orchestra brasiliano
- 1934 - Dario Lanzardo, fotografo e scrittore italiano († 2011)
- 1934 - Larisa Latynina, ex ginnasta sovietica
- 1934 - Giorgio Marinucci, giurista italiano († 2013)
- 1934 - Pat Moss, pilota di rally inglese († 2008)
- 1934 - Juan Ángel Romero, calciatore paraguaiano († 2009)
- 1934 - Nikolaj Sličenko, cantante e attore russo († 2021)
- 1934 - Vanja Vojnova, cestista bulgara († 1993)
- 1935 - Santino Ciceri, calciatore italiano († 2024)
- 1935 - Tony Del Monaco, cantante italiano († 1993)
- 1935 - Derek Weddle, calciatore inglese († 2023)
- 1936 - Carlos Blixen, cestista uruguaiano († 2022)
- 1936 - Bjarni Felixson, calciatore, giornalista e telecronista sportivo islandese († 2023)
- 1936 - James Harrison, filantropo australiano († 2025)
- 1936 - Eve Maurer, ex nuotatrice sovietica
- 1936 - Jaroslav Pavlů, hockeista su ghiaccio e allenatore di hockey su ghiaccio cecoslovacco († 2024)
- 1936 - José Pérez Francés, ciclista su strada spagnolo († 2021)
- 1936 - Calogero Pumilia, politico italiano
- 1936 - Miguel Trovoada, politico saotomense
- 1936 - Roland Wommack, schermidore statunitense († 2018)
- 1937 - Luigi Gentilini, medico italiano
- 1937 - Jean Nicolay, calciatore belga († 2014)
- 1937 - Dale Russell, paleontologo canadese († 2019)
- 1938 - Jean Hale, attrice statunitense († 2021)
- 1938 - Valentina Prudskova, schermitrice sovietica († 2020)
- 1938 - Jon Sobrino, presbitero, religioso e teologo spagnolo
- 1938 - Rolf Wolfshohl, ciclista su strada, ciclocrossista e pistard tedesco († 2024)
- 1939 - John Amos, attore statunitense († 2024)
- 1939 - Giovanni Duni, giurista italiano
- 1939 - Michael Gahr, attore e doppiatore tedesco († 2010)
- 1939 - Olav Jordet, ex biatleta norvegese
- 1939 - Mel Nowell, ex cestista statunitense
- 1939 - Leo Pantaleo, regista e attore italiano († 2017)
- 1939 - Andrew Parker Bowles, ex ufficiale britannico
- 1939 - Vincenzo Traspedini, calciatore italiano († 2003)
- 1940 - Enrico Bacher, hockeista su ghiaccio italiano († 2021)
- 1940 - Pino Berengo Gardin, annunciatore televisivo italiano
- 1940 - William Cliff, poeta belga
- 1940 - Willi Hofmann, bobbista svizzero
- 1940 - Thomas Nguyễn Văn Tân, vescovo cattolico vietnamita († 2013)
- 1941 - Miles Aiken, ex cestista e allenatore di pallacanestro statunitense
- 1941 - Michael Pinder, musicista, tastierista e cantante britannico († 2024)
- 1941 - Nolan Richardson, ex cestista e allenatore di pallacanestro statunitense
- 1941 - Zafrullah Chowdhury, attivista, politico e medico bangladese († 2023)
- 1942 - Gilbert Bellone, ex ciclista su strada francese
- 1942 - Charmian Carr, attrice statunitense († 2016)
- 1942 - Antonio Cisneros, poeta peruviano († 2012)
- 1942 - Mike Dabich, ex cestista statunitense
- 1942 - Raffaella De Carolis, modella italiana († 2022)
- 1942 - Bertrand Fourcade, rugbista a 15, allenatore di rugby a 15 e dirigente sportivo francese († 2024)
- 1942 - Ron Jacobs, allenatore di pallacanestro statunitense († 2015)
- 1942 - William J. Kaufmann III, astronomo e saggista statunitense († 1994)
- 1942 - Thomas Menino, politico statunitense († 2014)
- 1942 - Ron Rothstein, ex cestista e allenatore di pallacanestro statunitense
- 1942 - Claus Schiprowski, ex astista tedesco
- 1942 - Annette Tison, architetta e scrittrice francese († 2010)
- 1943 - Salvador Mariona, allenatore di calcio e ex calciatore salvadoregno
- 1943 - Maria Cressari, ex ciclista su strada e pistard italiana
- 1943 - Sam Hinds, politico e diplomatico guyanese
- 1943 - Živorad Jevtić, calciatore jugoslavo († 2000)
- 1943 - Tokiko Katō, cantante, compositrice e attrice giapponese
- 1943 - John Edward Robinson, serial killer statunitense
- 1943 - Joan Manuel Serrat, cantante, chitarrista e compositore spagnolo
- 1943 - Peter Sinfield, paroliere, musicista e produttore discografico britannico († 2024)
- 1943 - Jean Zerbo, cardinale e arcivescovo cattolico maliano
- 1944 - Bob Brown, politico e ambientalista australiano
- 1944 - Mick Jones, chitarrista, compositore e produttore discografico britannico
- 1944 - Ivan Milat, serial killer e criminale australiano († 2019)
- 1944 - Hans Rosendahl, nuotatore svedese († 2021)
- 1944 - Markus Werner, scrittore svizzero († 2016)
- 1945 - Mark Johnson, produttore cinematografico e produttore televisivo statunitense
- 1945 - Paolo Polenta, politico italiano
- 1945 - Peter Rijsewijk, cestista olandese († 2011)
- 1945 - Giovanni Romanini, fumettista italiano († 2020)
- 1946 - Clara Droetto, attrice e doppiatrice italiana
- 1946 - Rich Jones, ex cestista statunitense
- 1946 - Lenny Kaye, chitarrista e produttore discografico statunitense
- 1946 - Joe Kinnear, calciatore e allenatore di calcio irlandese († 2024)
- 1946 - Milly Moratti, politica italiana
- 1946 - Willi Röbke, attore e doppiatore tedesco
- 1946 - Janet Street-Porter, personaggio televisivo e giornalista britannica
- 1947 - Ax, ex wrestler statunitense
- 1947 - Uba Kembo Kembo, calciatore della Repubblica Democratica del Congo († 2007)
- 1947 - Doug Livermore, ex calciatore e allenatore di calcio inglese
- 1947 - Mariella Mehr, scrittrice e poetessa svizzera († 2022)
- 1947 - Roberto Sorrentino, ingegnere italiano († 2020)
- 1947 - Juma Santos, percussionista statunitense († 2007)
- 1948 - Martin Birch, produttore discografico britannico († 2020)
- 1948 - Olivier Blanchard, economista francese
- 1948 - Oscar De Bona, politico italiano
- 1948 - Gérard Depardieu, attore e produttore cinematografico francese
- 1948 - Tovah Feldshuh, attrice, cantante e commediografa statunitense
- 1948 - Johann Georg Widmann, ex politico italiano
- 1949 - Mauro Bertagnin, architetto e urbanista italiano
- 1949 - Juan Cáceres, ex calciatore peruviano
- 1949 - Massimo Dolazza, politico italiano († 2019)
- 1949 - Klaus Fischer, ex calciatore e allenatore di calcio tedesco
- 1949 - Ntfombi Tfwala, regina swati
- 1949 - Johannes Maria Trilaksyanta Pujasumarta, arcivescovo cattolico indonesiano († 2015)
- 1950 - Charis Alexiou, cantautrice greca
- 1950 - Walter Barberis, storico e editore italiano
- 1950 - Roberto Bettega, ex calciatore e dirigente sportivo italiano
- 1950 - Terry Bozzio, batterista statunitense
- 1950 - Tim Hunkin, ingegnere e animatore britannico
- 1950 - Domenico Russo, militare italiano († 1982)
- 1951 - Hans Aarsman, fotografo, scrittore e docente olandese
- 1951 - Charles Band, produttore cinematografico, regista e sceneggiatore statunitense
- 1951 - Karla Bonoff, cantautrice statunitense
- 1951 - Kent Johansson, politico svedese
- 1951 - Eduardo Laing, ex calciatore honduregno
- 1951 - Giovanni Robusti, sindacalista e politico italiano
- 1951 - Ernesto Zedillo, politico messicano
- 1952 - Klaus Bachlechner, ex calciatore italiano
- 1952 - Rita Bernardini, politica italiana
- 1952 - Stefania Bertola, scrittrice, traduttrice e sceneggiatrice italiana
- 1952 - Keith Briffa, climatologo britannico († 2017)
- 1952 - David Knopfler, chitarrista e cantautore britannico
- 1952 - Gianni Nocenzi, musicista, tastierista e compositore italiano
- 1952 - Ernesto Ros, pugile italiano († 2022)
- 1953 - Gina Lopez, ambientalista e filantropa filippina († 2019)
- 1953 - Walter Pohl, storico austriaco
- 1954 - Kent Benson, ex cestista statunitense
- 1954 - Novella Calligaris, ex nuotatrice e giornalista italiana
- 1954 - Ullrich Dießner, ex canottiere tedesco
- 1954 - Walter Dießner, ex canottiere tedesco
- 1954 - Carlos Fren, ex calciatore argentino
- 1954 - Randy Hedberg, ex giocatore di football americano statunitense
- 1954 - Giovanni Panciera, ex pattinatore di velocità su ghiaccio italiano
- 1955 - Stefano Berni, politico italiano
- 1955 - Martine Clozel, imprenditrice svizzera
- 1955 - Giovanni Gastel, fotografo, scrittore e poeta italiano († 2021)
- 1955 - Dawood Ibrahim, mafioso e terrorista indiano
- 1955 - Barbara Olson, giornalista statunitense († 2001)
- 1956 - Kevin Tod Haug, effettista statunitense
- 1956 - Karen Hughes, giornalista, diplomatica e funzionario statunitense
- 1956 - Doina Melinte, ex mezzofondista rumena
- 1956 - Ico Migliore, ex hockeista su ghiaccio, dirigente sportivo e designer italiano
- 1956 - Burro Banton, cantante e disc jockey giamaicano
- 1956 - Francesca Ventura, attrice italiana
- 1957 - Juana Barraza, ex wrestler e serial killer messicana
- 1957 - Pipino Cuevas, ex pugile messicano
- 1957 - Stefano Emili, canoista italiano
- 1957 - Daniel Levitin, psicologo statunitense
- 1957 - Greg Mortenson, filantropo e scrittore statunitense
- 1957 - Eliseo Rivero, ex calciatore uruguaiano
- 1957 - Conrad Robertson, ex canottiere neozelandese
- 1957 - Steve Vander Ark, scrittore statunitense
- 1957 - Jadran Vujačić, ex cestista jugoslavo
- 1957 - Édouard de Rothschild, imprenditore e banchiere francese
- 1958 - Emory Tate, scacchista e militare statunitense († 2015)
- 1958 - Massimo Cirri, conduttore radiofonico e psicologo italiano
- 1958 - Kevin Constantine, allenatore di hockey su ghiaccio statunitense
- 1958 - Barbara Crampton, attrice statunitense
- 1958 - Carl De Keyzer, fotografo belga
- 1958 - Jaume Joan Ferrer Sancho, scrittore e medico spagnolo
- 1958 - Elena Filip, ex cestista rumena
- 1958 - Carlos Hernández Bailo, ex ciclista su strada spagnolo
- 1958 - James Kakalios, insegnante, divulgatore scientifico e scrittore statunitense
- 1958 - Shahid Khaqan Abbasi, politico pakistano
- 1958 - Pier Francesco Loche, comico, attore e musicista italiano
- 1958 - Luca Manfredi, regista e sceneggiatore italiano
- 1958 - Florian Martens, attore tedesco
- 1958 - Raymond Mommens, allenatore di calcio e ex calciatore belga
- 1958 - Tony Tucker, ex pugile statunitense
- 1959 - Julio Menchaca Salazar, politico e giurista messicano
- 1959 - Paolo Paci, giornalista, scrittore e viaggiatore italiano
- 1959 - Giovanni Simonato, ex calciatore italiano
- 1959 - Andre Tippett, ex giocatore di football americano statunitense
- 1960 - Maryam d'Abo, attrice e modella britannica
- 1960 - Fabrizio Binacchi, giornalista e conduttore televisivo italiano
- 1960 - Jeff Fortenberry, politico statunitense
- 1960 - Martin Glover, musicista e produttore discografico britannico
- 1960 - Jesús González de Zárate Salas, arcivescovo cattolico venezuelano
- 1960 - Ignacio Martínez de Pisón, sceneggiatore, giornalista e scrittore spagnolo
- 1960 - Anton Rop, politico sloveno
- 1961 - Rodolfo Ambrosio, ex rugbista a 15, allenatore di rugby a 15 e dirigente sportivo argentino
- 1961 - Davor Božinović, politico e diplomatico croato
- 1961 - Ildemaro Fernández, ex calciatore venezuelano
- 1961 - Michael Haddix, ex giocatore di football americano statunitense
- 1961 - Marc Hollogne, attore, regista teatrale e compositore belga († 2025)
- 1961 - Ute Kostrzewa, ex pallavolista tedesca
- 1961 - Philippa Lowthorpe, regista e sceneggiatrice britannica
- 1961 - Ute Noack, ex fondista tedesca orientale
- 1961 - Tomi Poikolainen, ex arciere finlandese
- 1961 - Alexandru Rafila, medico, microbiologo e politico rumeno
- 1961 - Craig Robinson, ex cestista statunitense
- 1961 - Laurent Roussey, allenatore di calcio e ex calciatore francese
- 1961 - Gert Smal, ex rugbista a 15 e allenatore di rugby a 15 sudafricano
- 1961 - Guido Westerwelle, politico tedesco († 2016)
- 1962 - Mark Few, allenatore di pallacanestro statunitense
- 1962 - Joe Mantello, attore e regista teatrale statunitense
- 1962 - Hannes Obererlacher, biatleta austriaco
- 1962 - Bill Self, ex cestista e allenatore di pallacanestro statunitense
- 1962 - Pierlucio Tinazzi, operaio italiano († 1999)
- 1963 - Božidar Butigan, ex giocatore di calcio a 5 e ex calciatore croato
- 1963 - Dana Chladek, ex canoista statunitense
- 1963 - Bart Gunn, ex wrestler e ex artista marziale misto statunitense
- 1963 - José Gregorio Gómez, ex calciatore venezuelano
- 1963 - Gamal Mubarak, politico egiziano
- 1963 - Gaspar Noé, regista, sceneggiatore e montatore argentino
- 1963 - Glen Sobel, batterista statunitense
- 1963 - Walter Sposaro, ex giocatore di calcio a 5 argentino
- 1964 - Antonella Del Lago, ex attrice pornografica italiana
- 1964 - Ian Gomez, attore statunitense
- 1964 - Brigitte Haas, politica liechtensteinese
- 1964 - Davide Milesi, maratoneta, fondista di corsa in montagna e scialpinista italiano
- 1964 - Gary Muller, ex tennista sudafricano
- 1964 - Theresa Randle, attrice statunitense
- 1964 - Rob Rose, ex cestista statunitense
- 1964 - Spartaco Sarno, scacchista italiano
- 1965 - Lisa Angelle, cantante e compositrice statunitense
- 1965 - Vincenzo D'Arienzo, politico italiano
- 1965 - Salman Khan, attore indiano
- 1965 - Michael Mertens, ex pesista tedesco
- 1965 - Roderick Scott, ex calciatore inglese
- 1965 - Omar Turro Moya, ex atleta paralimpico cubano
- 1965 - Marcos da Silva Simpson, giocatore di calcio a 5 brasiliano
- 1966 - Chris Abani, scrittore e poeta nigeriano
- 1966 - Andrea Bassi, sceneggiatore italiano
- 1966 - Marianne Elliott, regista teatrale britannica
- 1966 - Masahiro Fukuda, ex calciatore giapponese
- 1966 - Bill Goldberg, attore, ex wrestler e ex giocatore di football americano statunitense
- 1966 - Eva LaRue, attrice e modella statunitense
- 1966 - DJ Jad, disc jockey italiano
- 1966 - Dušan Tittel, allenatore di calcio e ex calciatore slovacco
- 1967 - Blutch, fumettista francese
- 1967 - Corrado Carosio, compositore e pianista italiano
- 1967 - Patrick Eddie, ex cestista statunitense
- 1967 - Giovanni Floris, giornalista, scrittore e saggista italiano
- 1967 - Brent Haygarth, ex tennista sudafricano
- 1967 - Kenny Miller, ex cestista statunitense
- 1967 - Mark Stimson, allenatore di calcio e calciatore inglese
- 1967 - David Tonoyan, politico armeno
- 1967 - Gregory Brian Waldis, attore svizzero
- 1967 - William Amaral de Andrade, allenatore di calcio e ex calciatore brasiliano
- 1968 - Scott Ainslie, politico britannico
- 1968 - Luigi Bruschelli, fantino italiano
- 1968 - Giancarlo Filippini, dirigente sportivo e ex calciatore italiano
- 1968 - Ljubomir Geraskov, ex ginnasta bulgaro
- 1968 - Davit Iškhanyan, politico karabakho
- 1968 - Rob Moore, allenatore di football americano e ex giocatore di football americano statunitense
- 1968 - Francesca Nunzi, attrice italiana
- 1968 - Massimo Rastelli, allenatore di calcio e ex calciatore italiano
- 1969 - Jean-Christophe Boullion, pilota di Formula 1 francese
- 1969 - Chyna, wrestler, culturista e attrice pornografica statunitense († 2016)
- 1969 - William Rafael González, ex calciatore venezuelano
- 1969 - Shayla LaVeaux, attrice pornografica statunitense
- 1969 - Stefano Mugnai, politico italiano
- 1969 - Artur Oliveira, allenatore di calcio e ex calciatore brasiliano
- 1969 - Giampaolo Papi, scrittore e medico italiano
- 1969 - Linda Pétursdóttir, modella islandese
- 1969 - Marco Sanna, allenatore di calcio e ex calciatore italiano
- 1969 - Sarah Vowell, attrice e doppiatrice statunitense
- 1969 - Thomas Zampach, allenatore di calcio, ex calciatore e giocatore di football americano tedesco
- 1970 - Vadim Bogiev, ex lottatore russo
- 1970 - Giovanni Di Rocco, ex calciatore italiano
- 1970 - Agnès Evren, politica francese
- 1970 - Antonino Iaria, politico italiano
- 1970 - Lorenzo Neal, ex giocatore di football americano statunitense
- 1970 - Naoko Yamazaki, ex astronauta e ingegnere giapponese
- 1971 - Sergej Sergeevič Bodrov, attore e regista russo († 2002)
- 1971 - Luca Boscoscuro, dirigente sportivo e ex pilota motociclistico italiano
- 1971 - Andrea Bruno Savelli, attore, regista e scrittore italiano
- 1971 - Serena Clerici, doppiatrice, direttrice del doppiaggio e dialoghista italiana
- 1971 - Duncan Ferguson, allenatore di calcio e ex calciatore scozzese
- 1971 - Guthrie Govan, chitarrista inglese
- 1971 - Savannah Guthrie, giornalista australiana
- 1971 - Jason Hawes, personaggio televisivo statunitense
- 1971 - Olivier Masset-Depasse, regista e sceneggiatore belga
- 1971 - Kent North, attore pornografico britannico († 2007)
- 1971 - Cristiana Palazzoni, giornalista italiana
- 1971 - Oscar Pozzi, ex ciclista su strada italiano
- 1971 - Sabine Spitz, ex mountain biker tedesca
- 1971 - James Stewart, ex giocatore di football americano statunitense
- 1971 - Tyrone Wheatley, ex giocatore di football americano statunitense
- 1971 - Falko Zandstra, ex pattinatore di velocità su ghiaccio olandese
- 1972 - Brandon Auret, attore sudafricano
- 1972 - Aram Bartholl, artista tedesco
- 1972 - Thomas Wilson Brown, attore statunitense
- 1972 - Evariste Dibo, ex calciatore ivoriano
- 1972 - Niclas Engelin, chitarrista svedese
- 1972 - Thomas Grandi, ex sciatore alpino canadese
- 1972 - Kevin Ollie, allenatore di pallacanestro e ex cestista statunitense
- 1972 - Hocine Soltani, pugile algerino († 2002)
- 1972 - Julie Swail, ex pallanuotista e ex triatleta statunitense
- 1972 - Guido Trenti, ex ciclista su strada italiano
- 1972 - Michael Wiesinger, allenatore di calcio e ex calciatore tedesco
- 1973 - Tobias Billström, politico svedese
- 1973 - Tabatha Cash, ex attrice pornografica francese
- 1973 - Wilson Cruz, attore statunitense
- 1973 - Merlene Frazer, ex velocista giamaicana
- 1973 - Francesco Gambella, canoista italiano
- 1973 - Luka Grubor, ex canottiere croato
- 1973 - Elizaveta Koževnikova, ex sciatrice freestyle russa
- 1973 - Alexi Murdoch, musicista e cantautore inglese
- 1973 - Ike Nwankwo, ex cestista statunitense
- 1973 - Mehdi Pashazadeh, allenatore di calcio e ex calciatore iraniano
- 1973 - Ron Riley, ex cestista e allenatore di pallacanestro statunitense
- 1973 - Jamal Robinson, ex cestista statunitense
- 1973 - Shawn Swords, ex cestista e allenatore di pallacanestro canadese
- 1973 - Mihails Ziziļevs, ex calciatore lettone
- 1974 - Didier Angan, ex calciatore ivoriano
- 1974 - Devin Davis, ex cestista statunitense
- 1974 - Luc-Arsène Diamesso, allenatore di calcio e ex calciatore congolese (Repubblica del Congo)
- 1974 - Édgar Ponce, attore e ballerino messicano († 2005)
- 1974 - Adam Jarubas, politico polacco
- 1974 - Masi Oka, attore giapponese
- 1974 - Fumiko Orikasa, doppiatrice e cantante giapponese
- 1974 - Jay Pandolfo, allenatore di hockey su ghiaccio e ex hockeista su ghiaccio statunitense
- 1974 - Chrystele Saint Louis Augustin, supermodella e attrice francese
- 1974 - Chad Senior, pentatleta statunitense
- 1974 - Julia Stinshoff, attrice tedesca
- 1974 - Mihály Tóth, allenatore di calcio e ex calciatore ungherese
- 1975 - Dillon Boucher, ex cestista neozelandese
- 1975 - Carlos Carneiro, dirigente sportivo e ex calciatore portoghese
- 1975 - Aigars Fadejevs, marciatore e maratoneta lettone († 2024)
- 1975 - Tchiressoua Guel, ex calciatore ivoriano
- 1975 - Tiffani Johnson, ex cestista statunitense
- 1975 - Alessandro Mario, attore italiano
- 1975 - Martin Nash, allenatore di calcio e ex calciatore canadese
- 1975 - Heather O'Rourke, attrice statunitense († 1988)
- 1975 - Patrick Paauwe, ex calciatore olandese
- 1975 - Kjartan Sturluson, ex calciatore islandese
- 1975 - Sara Wedlund, mezzofondista svedese († 2021)
- 1976 - Cora Brinkmann, modella e conduttrice televisiva tedesca
- 1976 - Gualtiero Cannarsi, dialoghista e direttore del doppiaggio italiano
- 1976 - Manuel Ciavatta, politico sammarinese
- 1976 - Curro Torres, allenatore di calcio e ex calciatore spagnolo
- 1976 - Nikolaos Geōrgeas, ex calciatore greco
- 1976 - Hao Wei, allenatore di calcio e ex calciatore cinese
- 1976 - Aaran Lines, ex calciatore neozelandese
- 1976 - Tamar Maoz, ex cestista israeliana
- 1976 - Annalisa Minetti, cantautrice, atleta paralimpica e modella italiana
- 1976 - Piotr Morawski, alpinista polacco († 2009)
- 1976 - Daimí Pernía, ex ostacolista cubana
- 1976 - Maurizio Pugliesi, allenatore di calcio e ex calciatore italiano
- 1976 - Abdul Rahman Mahmoud, ex calciatore qatariota
- 1976 - Celo Lifetu Selengue, ex cestista della Repubblica Democratica del Congo
- 1976 - Aaron Stanford, attore statunitense
- 1977 - Erin Aldrich, ex pallavolista e altista statunitense
- 1977 - Disney Aquino, ex calciatore cubano
- 1977 - Frank Bachmann, ex pallavolista tedesco
- 1977 - Amit Ben David, allenatore di pallacanestro e ex cestista israeliano
- 1977 - Chris Cooper, ex giocatore di football americano statunitense
- 1977 - Florence Ekpo-Umoh, ex velocista nigeriana
- 1977 - Jonathan Hedström, ex hockeista su ghiaccio svedese
- 1977 - Eddy Heurlié, allenatore di calcio e ex calciatore francese
- 1977 - Ángel Ortiz, ex calciatore paraguaiano
- 1977 - Krasimir Stefanov, pallavolista bulgaro
- 1977 - Mariano Torre, attore e cantante argentino
- 1977 - Inge Vervotte, politica belga
- 1978 - Luca Ariatti, procuratore sportivo e ex calciatore italiano
- 1978 - Antje Buschschulte, ex nuotatrice tedesca
- 1978 - Lisa Jakub, attrice e produttrice cinematografica canadese
- 1978 - Svetlana Kljuka, ex mezzofondista russa
- 1978 - Yōichi Masukawa, doppiatore giapponese
- 1978 - Deuce McAllister, giocatore di football americano statunitense
- 1978 - Michael Noer, regista danese
- 1978 - Andrea Sala, ex pallavolista italiano
- 1979 - Ramin Bahrami, pianista iraniano
- 1979 - Mário Breška, ex calciatore slovacco
- 1979 - Simone Collio, ex velocista italiano
- 1979 - Roy Curvers, dirigente sportivo e ex ciclista su strada olandese
- 1979 - Devis Dori, politico italiano
- 1979 - David Dunn, allenatore di calcio e ex calciatore inglese
- 1979 - Hanne Sørvaag, cantante e cantautrice norvegese
- 1979 - Walker Hayes, cantante statunitense
- 1979 - Aljaksej Kul'bakoŭ, arbitro di calcio bielorusso
- 1979 - Richard Langley, ex calciatore giamaicano
- 1979 - Giulio Mastrototaro, baritono italiano
- 1979 - Siobhán McSweeney, attrice irlandese
- 1979 - Carson Palmer, ex giocatore di football americano statunitense
- 1979 - Sa Dingding, cantante cinese
- 1979 - Jaline Prado, pallavolista brasiliana
- 1979 - Ann Van Elsen, modella belga
- 1980 - Nadia Anjuman, poetessa afghana († 2005)
- 1980 - Claudio Castagnoli, wrestler svizzero
- 1980 - Alberto Gómez Fernández, ex calciatore spagnolo
- 1980 - Dahntay Jones, ex cestista statunitense
- 1980 - Tommy Kelly, giocatore di football americano statunitense
- 1980 - Natalie Kriz, modella e personaggio televisivo uruguaiana
- 1980 - Jonas Lundén, ex calciatore svedese
- 1980 - Gioia Marzocchi, conduttrice televisiva e attrice italiana
- 1980 - Elizabeth Rodriguez, attrice statunitense
- 1980 - Leanne Wilson, attrice britannica
- 1980 - Rasheed Wright, ex cestista statunitense
- 1980 - Mladen Žižović, allenatore di calcio e ex calciatore bosniaco
- 1981 - David Aardsma, ex giocatore di baseball statunitense
- 1981 - Raphaëlle Agogué, attrice francese
- 1981 - Enkel Alikaj, ex calciatore albanese
- 1981 - Alexandre Chabot, arrampicatore francese
- 1981 - Sherif Touré Coubageat, ex calciatore togolese
- 1981 - Lise Darly, cantante francese
- 1981 - Jay Ellis, attore e produttore cinematografico statunitense
- 1981 - Fan Hui, goista francese
- 1981 - Evandro Guerra, pallavolista brasiliano
- 1981 - Javine, cantante britannica
- 1981 - Moise Joseph, ex mezzofondista haitiano
- 1981 - Chris Perry, ex giocatore di football americano statunitense
- 1981 - Patrick Sharp, hockeista su ghiaccio canadese
- 1981 - Melissa Tancredi, ex calciatrice canadese
- 1981 - Emilie de Ravin, attrice e ex ballerina australiana
- 1982 - Francesca Cavallero, scrittrice di fantascienza italiana
- 1982 - Giovanni Cernogoraz, tiratore a volo italiano
- 1982 - Valentina Correani, conduttrice televisiva, attrice e conduttrice radiofonica italiana
- 1982 - Kouko Guehi, ex calciatore ivoriano
- 1982 - Jordi Fernández, allenatore di pallacanestro spagnolo
- 1982 - Fernando Garibay, produttore discografico e compositore messicano
- 1982 - Ovidiu Hoban, allenatore di calcio e ex calciatore rumeno
- 1982 - Elisa Isoardi, conduttrice televisiva e ex modella italiana
- 1982 - James Marburg, canottiere australiano
- 1982 - Richarlyson, ex calciatore brasiliano
- 1982 - Jonathan Thomas, ex rugbista a 15 e allenatore di rugby a 15 britannico
- 1983 - Miguel Berdiel, cestista portoricano
- 1983 - Anthony Boric, ex rugbista a 15 neozelandese
- 1983 - Ricky Brown, ex giocatore di football americano statunitense
- 1983 - Cole Hamels, giocatore di baseball statunitense
- 1983 - Fabián Hernández, ex giocatore di calcio a 5 uruguaiano
- 1983 - Matúš Kozáčik, allenatore di calcio e ex calciatore slovacco
- 1983 - Merab Kvirikashvili, rugbista a 15 georgiano
- 1983 - Edgar Loué, ex calciatore ivoriano
- 1983 - Park Jung-suk, videogiocatore sudcoreano
- 1983 - Mïxaïl Rojkov, ex calciatore kazako
- 1983 - Thiago Xavier, ex calciatore brasiliano
- 1983 - Jesse Williams, altista statunitense
- 1983 - Marco Zoro, ex calciatore ivoriano
- 1984 - Desiree Akhavan, regista, sceneggiatrice e attrice statunitense
- 1984 - Enver Alivodić, ex calciatore serbo
- 1984 - Draško Brguljan, pallanuotista montenegrino
- 1984 - Black M, rapper francese
- 1984 - Tye'sha Fluker, ex cestista statunitense
- 1984 - Janez Jazbec, ex sciatore alpino sloveno
- 1984 - Péter Kusztor, ex ciclista su strada ungherese
- 1984 - Idrissa Mandiang, calciatore senegalese
- 1984 - Le'Ron McClain, ex giocatore di football americano statunitense
- 1984 - Pleasure P, cantante e compositore statunitense
- 1984 - Gilles Simon, allenatore di tennis e ex tennista francese
- 1984 - Jimmy Zakazaka, calciatore malawiano
- 1985 - Jérôme d'Ambrosio, dirigente sportivo e ex pilota automobilistico belga
- 1985 - Logan Bailly, ex calciatore belga
- 1985 - Dragan Bošković, ex calciatore montenegrino
- 1985 - Aboubacar M'Baye Camara, calciatore guineano
- 1985 - Jesús Centeno, cestista venezuelano
- 1985 - Sara Corrales, attrice colombiana
- 1985 - Halley Gross, attrice, sceneggiatrice e scrittrice statunitense
- 1985 - Jessica Harmon, attrice canadese
- 1985 - Salvador Hidalgo, pallavolista cubano
- 1985 - Hong 10, ballerino sudcoreano
- 1985 - Daiki Itō, saltatore con gli sci giapponese
- 1985 - Verona van de Leur, ex ginnasta e ex attrice pornografica olandese
- 1985 - Alexander Maniatis, attore sudafricano
- 1985 - Telma Monteiro, judoka portoghese
- 1985 - Andrejs Perepļotkins, ex calciatore lettone
- 1985 - Adil Rami, ex calciatore francese
- 1985 - Paul Stastny, hockeista su ghiaccio statunitense
- 1985 - Cristian Villagra, ex calciatore argentino
- 1986 - Sandra Auffarth, cavallerizza tedesca
- 1986 - Torah Bright, ex snowboarder australiana
- 1986 - Fernando Cedrola, ex calciatore brasiliano
- 1986 - Jamaal Charles, ex giocatore di football americano statunitense
- 1986 - Liam Craig, allenatore di calcio e ex calciatore scozzese
- 1986 - Shelly-Ann Fraser-Pryce, velocista giamaicana
- 1986 - Fabienne Humm, ex calciatrice svizzera
- 1986 - Ben Konaté, ex calciatore ivoriano
- 1986 - Kaluka Maiava, giocatore di football americano statunitense
- 1986 - Jónas Þór Næs, ex calciatore faroese
- 1986 - Marco Ritzberger, ex calciatore liechtensteinese
- 1986 - Jasmin Trtovac, calciatore serbo
- 1986 - Marco Pogo, musicista e politico austriaco
- 1987 - Andrea Arnaboldi, ex tennista italiano
- 1987 - Nina Burger, calciatrice austriaca
- 1987 - Lily Cole, attrice e modella inglese
- 1987 - Andrew Leavine, wrestler statunitense
- 1987 - Elle Logan, canottiera statunitense
- 1987 - Adam Peraudo, ex sciatore alpino italiano
- 1987 - Aldrick Rosas, giocatore di football americano statunitense
- 1987 - Abner Trigueros, calciatore guatemalteco
- 1987 - Manuel Tuzi, politico italiano
- 1987 - Rowena Webster, pallanuotista australiana
- 1987 - Greg Zuerlein, giocatore di football americano statunitense
- 1988 - Matthew Atkinson, attore statunitense
- 1988 - Ayinde Augustus, calciatore americo-verginiano
- 1988 - Gaëtan Charbonnier, calciatore francese
- 1988 - Abby Finkenauer, politica statunitense
- 1988 - Tim Grohmann, canottiere tedesco
- 1988 - Jorge Gutiérrez, ex cestista e allenatore di pallacanestro messicano
- 1988 - Junior Hemingway, ex giocatore di football americano statunitense
- 1988 - Hera Hilmar, attrice islandese
- 1988 - Zavon Hines, ex calciatore giamaicano
- 1988 - Semën Kachanov, giocatore di calcio a 5 kazako
- 1988 - Drake Muyodi, rugbista a 15 e rugbista a 13 ugandese
- 1988 - Ok Taec-yeon, rapper, cantante e attore sudcoreano
- 1988 - Rick Porcello, giocatore di baseball statunitense
- 1988 - Addison Reed, giocatore di baseball statunitense
- 1988 - C. J. Sapong, calciatore statunitense
- 1988 - David Valero, mountain biker spagnolo
- 1988 - Hayley Williams, cantautrice, musicista e imprenditrice statunitense
- 1988 - Zack Williams, ex giocatore di football americano statunitense
- 1988 - Andrzej Wrona, pallavolista polacco
- 1988 - Hiroki Yamada, ex calciatore giapponese
- 1989 - Teteh Bangura, ex calciatore sierraleonese
- 1989 - Bu Yong-chan, pallavolista sudcoreano
- 1989 - Gauthier Caron, calciatore francese
- 1989 - Michele Castagnetti, calciatore italiano
- 1989 - Francesco Coppoli, pallanuotista italiano
- 1989 - Josianne Cutajar, politica maltese
- 1989 - Džavid Hamzatov, lottatore russo
- 1989 - Ivan Josović, calciatore serbo
- 1989 - David King, giocatore di football americano statunitense
- 1989 - Kateryna Lahno, scacchista ucraina
- 1989 - Brijesh Lawrence, velocista nevisiano
- 1989 - John Mulroy, calciatore irlandese
- 1989 - Gessica Notaro, attivista italiana
- 1989 - Frah Quintale, cantautore e rapper italiano
- 1989 - Sun Wenyan, sincronetta cinese
- 1989 - Maaya Uchida, attrice, doppiatrice e cantante giapponese
- 1989 - Vince Williams, giocatore di football americano statunitense
- 1990 - Jarchinio Antonia, calciatore olandese
- 1990 - Kyle Clemons, velocista statunitense
- 1990 - Justin Ellis, giocatore di football americano statunitense
- 1990 - Jay Emmanuel-Thomas, calciatore inglese
- 1990 - Víctor Golas, calciatore brasiliano
- 1990 - Erin Johnson, pallavolista statunitense
- 1990 - Priyani Puketapu, modella neozelandese
- 1990 - Milos Raonic, tennista canadese
- 1990 - Cyril Richardson, ex giocatore di football americano statunitense
- 1990 - Chris Shields, calciatore irlandese
- 1990 - Eren Tozlu, calciatore turco
- 1990 - Luis Trujillo, calciatore peruviano
- 1990 - Juvhel Tsoumou, calciatore congolese (Repubblica del Congo)
- 1990 - Zelina Vega, wrestler statunitense
- 1991 - Milica Bezarević, pallavolista serba
- 1991 - Lorella Boccia, ballerina e conduttrice televisiva italiana
- 1991 - Abdou Rahman Dampha, calciatore gambiano
- 1991 - Keko, calciatore spagnolo
- 1991 - Jimi Blue Ochsenknecht, attore e cantante tedesco
- 1991 - Eric Schlomm, giocatore di football americano tedesco
- 1991 - Chloe Bridges, attrice statunitense
- 1991 - Luka Vončina, cestista sloveno
- 1991 - Patricia Willi, calciatrice svizzera
- 1991 - Danny Wilson, calciatore scozzese
- 1992 - Breon Allen, ex giocatore di football americano e allenatore di football americano statunitense
- 1992 - Femi Balogun, calciatore nigeriano
- 1992 - Ryan Boatright, cestista statunitense
- 1992 - Pascal Eisele, lottatore tedesco
- 1992 - Youssef El Jebli, calciatore olandese
- 1992 - Vanėsa Kaladzinskaja, lottatrice bielorussa
- 1992 - Micky Kyei, giocatore di football americano finlandese
- 1992 - Paul Onobi, calciatore nigeriano
- 1992 - Nicolás Pelaitay, calciatore argentino
- 1992 - Yuka Sakazaki, wrestler giapponese
- 1992 - Maicel Uibo, multiplista estone
- 1992 - Miljan Vukadinović, calciatore serbo
- 1993 - Naser Aliji, calciatore svizzero
- 1993 - Mahamane Cissé, calciatore maliano
- 1993 - Olivia Cooke, attrice britannica
- 1993 - Vivian Heisen, tennista tedesca
- 1993 - Andrzej Mazurczak, cestista polacco
- 1993 - Nia Misikea, giavellottista neozelandese
- 1993 - Jelani Peters, calciatore trinidadiano
- 1993 - Pierre-Yves Polomat, calciatore francese
- 1993 - Mónica Ramírez, nuotatrice andorrana
- 1993 - Thomas Touré, calciatore francese
- 1994 - Patrick Baumgartner, bobbista italiano
- 1994 - Dinu Graur, calciatore moldavo
- 1994 - Tré Mitford, calciatore guyanese
- 1994 - Isi Palazón, calciatore spagnolo
- 1994 - Aleksandr Popkov, nuotatore russo
- 1994 - Jorris Romil, calciatore francese
- 1994 - Dakoda Shepley, giocatore di football americano canadese
- 1994 - Samadhi Zendejas, attrice messicana
- 1994 - José Álvarez Medero, calciatore uruguaiano
- 1995 - Bjarni Mark Antonsson, calciatore islandese
- 1995 - David Browne, calciatore papuano
- 1995 - James Cahill, giocatore di snooker inglese
- 1995 - Antonio Callaway, giocatore di football americano statunitense
- 1995 - Timothée Chalamet, attore statunitense
- 1995 - Nick Chubb, giocatore di football americano statunitense
- 1995 - Carlos Cuevas, attore spagnolo
- 1995 - Jackie Galloway, taekwondoka statunitense
- 1995 - Arlind Kalaja, calciatore albanese
- 1995 - Artur Miranyan, calciatore armeno
- 1995 - Ghislain Konan, calciatore ivoriano
- 1995 - Rodrigo Rivero, calciatore uruguaiano
- 1995 - Gonzalo Rizzo, calciatore uruguaiano
- 1995 - Memo Rodríguez, calciatore statunitense
- 1996 - Ife Josh Ajayi, cestista nigeriano
- 1996 - Moussa Bakayoko, calciatore ivoriano
- 1996 - Eleonora Cunsolo, calciatrice italiana
- 1996 - Zac Cuthbertson, cestista statunitense
- 1996 - Marcus Grate, fondista svedese
- 1996 - Timon Haugan, sciatore alpino norvegese
- 1996 - Jae Head, attore statunitense
- 1996 - Cedric Itten, calciatore svizzero
- 1996 - J.J. Koski, giocatore di football americano statunitense
- 1996 - Dejan Kovačević, cestista tedesco
- 1996 - Yuliana Martínez, pallavolista portoricana
- 1996 - Jacob Mendy, calciatore gambiano
- 1996 - Jean Patry, pallavolista francese
- 1996 - Iebe Swers, calciatore belga
- 1996 - Bruno Wilson, calciatore portoghese
- 1997 - Mads Juel Andersen, calciatore danese
- 1997 - Thonny Anderson, calciatore brasiliano
- 1997 - Emile Cairess, mezzofondista e maratoneta britannico
- 1997 - Vachirawit Chiva-aree, attore, cantante e modello thailandese
- 1997 - Javier Concepción, pallavolista cubano
- 1997 - Si Mohamed Ketbi, taekwondoka belga
- 1997 - Ana Konjuh, tennista croata
- 1997 - Dmitrij Ni, giocatore di football americano russo
- 1997 - Julian Okwara, giocatore di football americano nigeriano
- 1997 - Jack Robinson, surfista australiano
- 1997 - Giuliano Spatuzzo, pallanuotista italiano
- 1997 - Ștefania Stănilă, ginnasta rumena
- 1997 - Shiro Usazaki, fumettista giapponese
- 1998 - Muhammed Badamosi, calciatore gambiano
- 1998 - Luka Garza, cestista statunitense
- 1998 - Maria Giubilei, velista italiana
- 1998 - Milena Jakšić, cestista montenegrina
- 1998 - Joshua Kaindoh, giocatore di football americano statunitense
- 1998 - Josh Maja, calciatore inglese
- 1998 - Danny McNamara, calciatore irlandese
- 1998 - Briar Nolet, ballerina e attrice canadese
- 1999 - Arman Andreasyan, lottatore armeno
- 1999 - Pablo Carro, attore, ballerino e modello spagnolo
- 1999 - Abdoulaye Cissoko, calciatore francese
- 1999 - Marco Iacobellis, calciatore argentino
- 1999 - Noah Kirkwood, cestista canadese
- 1999 - Gabriel Rodrigues, calciatore brasiliano
- 1999 - Milan Obradović, calciatore serbo
- 1999 - Brock Purdy, giocatore di football americano statunitense
- 1999 - Elias Saad, calciatore tunisino
- 1999 - Saori Takarada, calciatrice giapponese
- 2000 - Brandon Baiye, calciatore belga
- 2000 - Matteo Meisl, calciatore austriaco
- 2000 - Noé Roth, sciatore freestyle svizzero
- 2000 - Brenton Strange, giocatore di football americano statunitense
- 2000 - Þorleifur Úlfarsson, calciatore islandese
- 2000 - Mark Zabukovnik, calciatore sloveno

## XXI secolo(15)
- 2001 - Jesse Akila, calciatore nigeriano
- 2001 - Ander Barrenetxea, calciatore spagnolo
- 2001 - Jeffrey Buis, pilota motociclistico olandese
- 2001 - Abdul Zakaria Mugees, calciatore ghanese
- 2001 - Lukas Märtens, nuotatore tedesco
- 2002 - Wyatt Milum, giocatore di football americano statunitense
- 2002 - Octavian Popescu, calciatore rumeno
- 2003 - Kazuki Iimura, schermidore giapponese
- 2004 - Patricia Arbués, attrice spagnola
- 2004 - Jasmin Mansaray, calciatrice finlandese
- 2004 - Derik Queen, cestista statunitense
- 2005 - Christian Nwachukwu, calciatore nigeriano
- 2005 - Roberto Rajčev, calciatore bulgaro
- 2006 - Jaclyn Barclay, nuotatrice australiana
- 2006 - Eneli Jefimova, nuotatrice estone